# Star (vela)

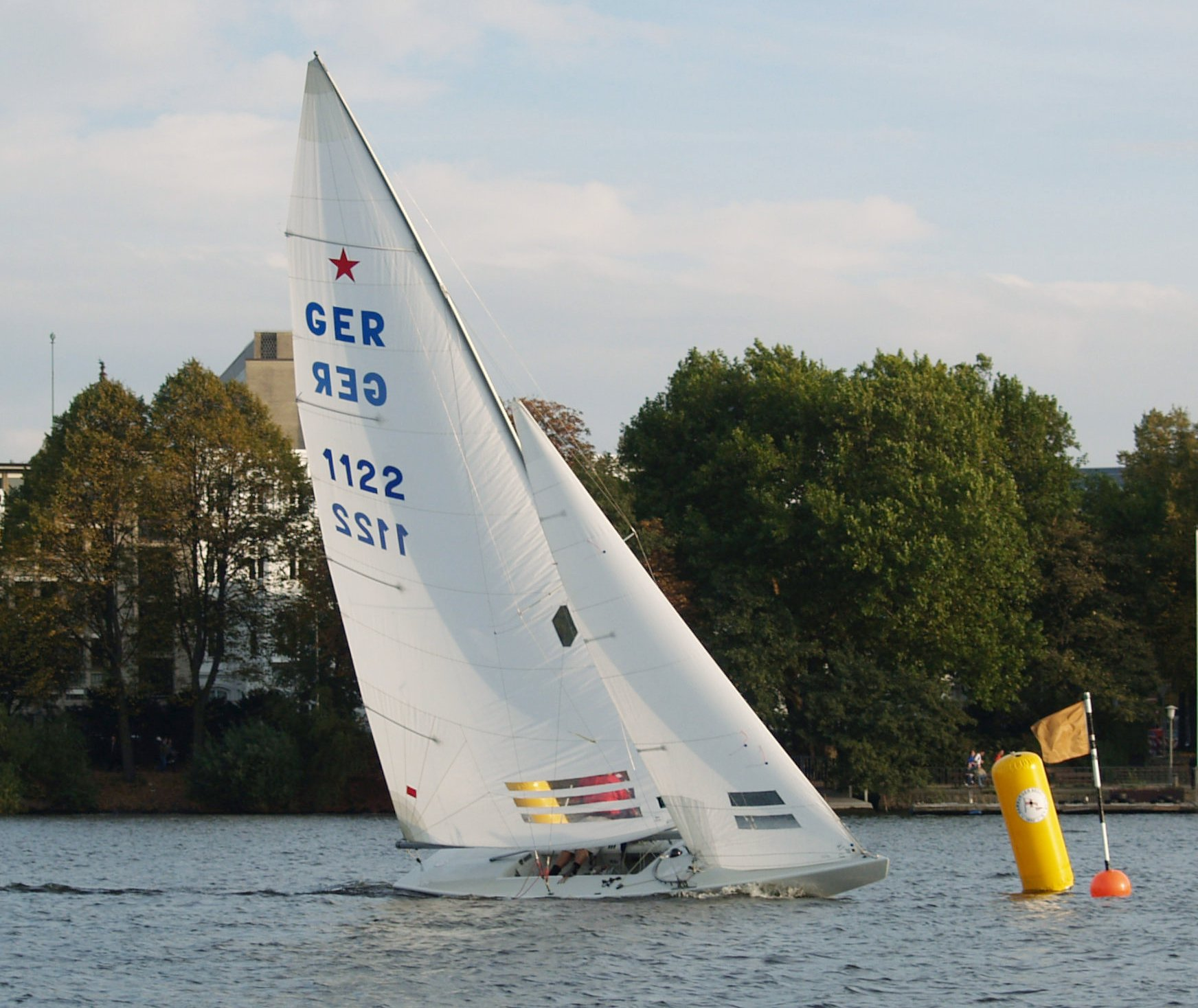
Veleiro da classe Star

Star é um barco à vela, para dois tripulantes, com 6,9 metros de comprimento total, um peso mínimo de 671 kg, e uma área velica total de 26,5 m², armado em sloop e com quilha fixa. Os primeiros barcos da classe eram feitos de madeira, mas modernamente são feitos com resina reforçada com fibra de vidro. 
Foi projetado em 1910, por Francis Sweisguth, desenhador Americano, e foi classe olímpica desde 1932 até 2012. Com um desenho fiel ao modelo original, a classe tem-se adaptado com inovações constantes, continuando popular e muito competitiva. Com uma frota de dois mil barcos activos em competição, mais de 8500 números de vela foram atribuídos desde o início da classe.

## Ver também

Símbolo